# AC Lagartense
Der Atlético Clube Lagartense, in der Regel nur kurz Lagartense genannt, ist ein Fußballverein aus Lagarto im brasilianischen Bundesstaat Sergipe.

## Erfolge
- Staatsmeisterschaft von Sergipe: 1998

## Stadion
Der Verein trägt seine Heimspiele im Estádio Paulo Barreto de Menezes, auch unter dem Namen Barretão bekannt, in Lagarto aus. Das Stadion hat ein Fassungsvermögen von 8000 Personen.